# ماونة
ماونة أو «ماهونة» هو جبل في مدينة قالمة في شمال شرق الجزائر. يبلغ ارتفاعه 1411 م.
يعتبر جبل ماونة من أهم المناطق التي كانت تلجأ إليها العائلات القالمية صيفا نظرا لبرودته وشتاء للتمتع بالمناظر الخلابة التي ترسمها الثلوج وهذا مثلما كان جبل ماونة معقل الضباط الفرنسيين الذين وجدوا فيه راحتهم. وسيصبح على البعد القريب جزء من المدينة حيث أن السلطات المحلية بدأت في التقدم المعماري نحو أعلى الجبل الذي يعد من المعالم الطبيعية الكبرى في الولاية والجزائر.

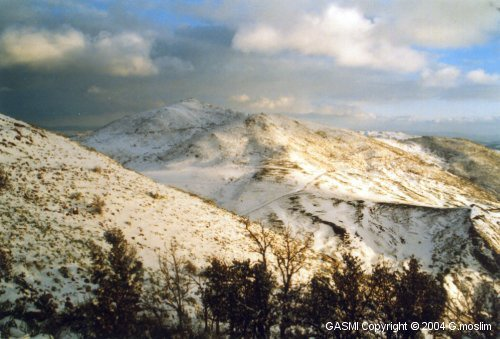
جبل ماونة.